# Juscelinomys
Juscelinomys és un gènere de rosegadors de la família dels cricètids.

## Descripció

### Dimensions
El gènere Juscelinomys agrupa rosegadors de petites dimensions, amb una llargada de cap a gropa de 128–155 mm, una cua de 85–116 mm i un pes de fins a 99 g.

### Característiques cranials i dentals
El crani és estret i presenta un rostre ample, mentre que els forats palatins són llargs i amples. La mandíbula està poc desenvolupada.

### Aspecte
Les parts dorsals són rogenques o olivàcies, amb abundants franges negres, particularment al llarg de la columna dorsal, mentre que les parts ventrals són taronja. El musell és allargat, mentre que les orelles són curtes i estan densament cobertes de pèls. Els tres dits centrals de les potes anteriors tenen urpes força llargues. La cua és més curta que el cap i el cos, és rabassuda i es va fent més estreta cap a la punta. Està completament revestida de pèls bastos negrencs o rogencs. Les femelles presenten quatre parells de mamelles.

## Distribució
Es tracta de rosegadors terrestres difosos pel Brasil meridional i la Bolívia oriental.

## Taxonomia
El gènere comprèn dues espècies.
- Juscelinomys candango †
- Juscelinomys huanchacae

Estudis duts a terme sobre la població boliviana han determinat que J. guaporensis, anteriorment considerada una espècie distinta, és en realitat un sinònim de J. huanchacae.